# الباويطي

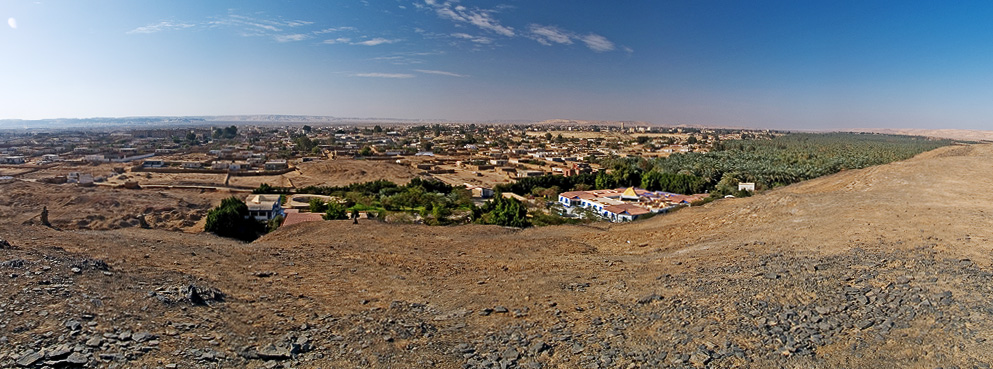

الباويطي عاصمة الواحات البحرية التابعة لمحافظة الجيزة بجمهورية مصر العربية، سكانها 30 ألف نسمة.